# Groupe du Sella
Pour les articles homonymes, voir Sella.
Le groupe du Sella est un chaînon montagneux des Dolomites, situé entre les vallées Gardena et Badia (province autonome de Bolzano), Fassa (province autonome de Trente) et Livinallongo (province de Belluno), et caractérisé par un plateau situé à son sommet, d'où émerge son point culminant, le piz Boè (3 152 m).
Destination touristique importante à la fois en été pour les randonneurs et en hiver pour les skieurs, qui ont la possibilité d'en faire le tour en empruntant la Sellaronda dans les deux sens, le chaînon est souvent indiqué comme l'un des endroits les plus pittoresques des Dolomites.

## Géographie

Carte topographique du groupe du Sella.

### Géomorphologie
Les sommets les plus importants sont le piz Boè (3 152 m), le Mesules (3 000 m), la Cima Pisciadù (2 985 m), le piz Gralba (2 972 m), le Sass Pordoi (2 950 m), le piz Ciavazes (2 831 m), les Torri del Sella et le piz da Lec (2 850 m).

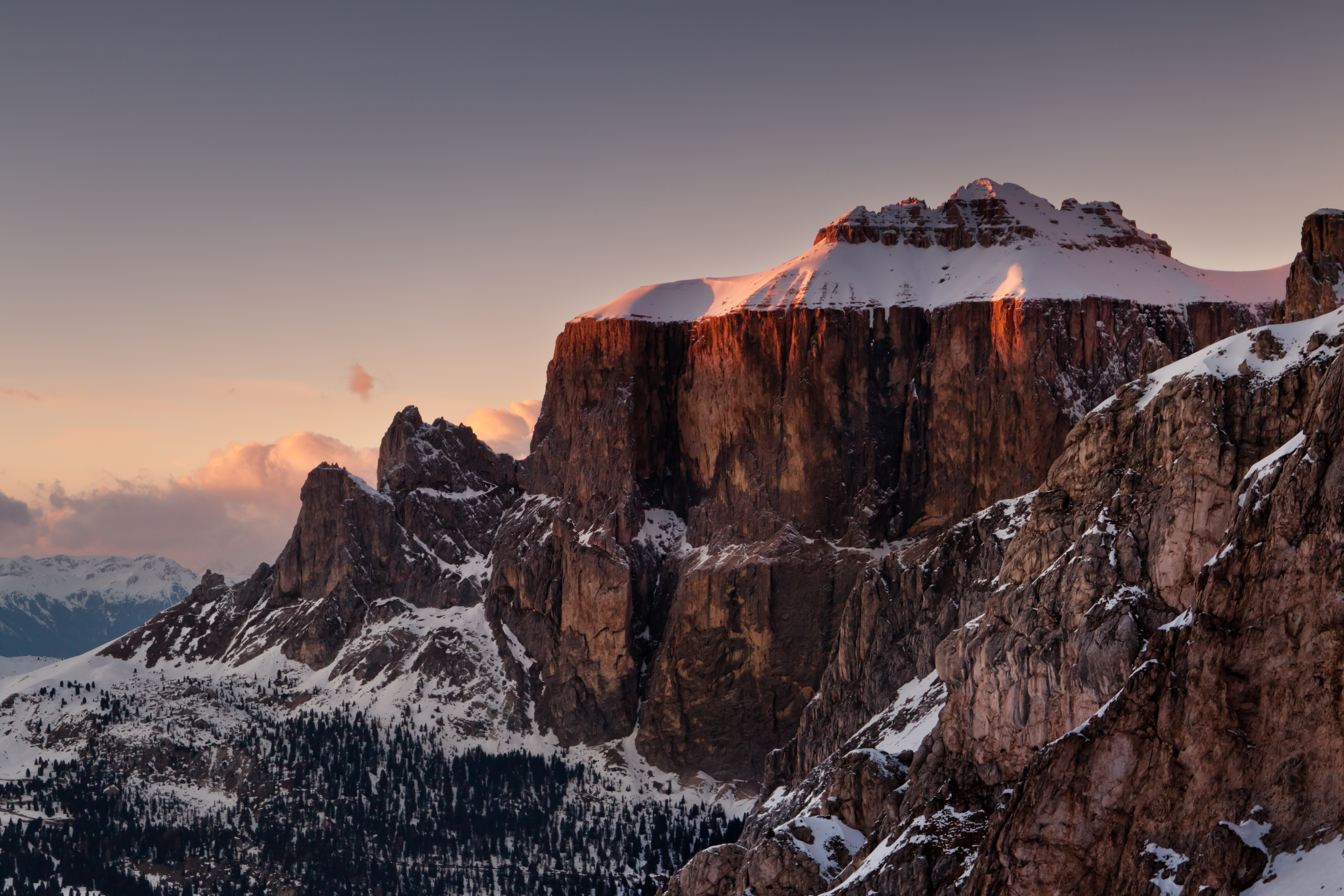
Piz Ciavazes à droite et Torri del Sella à gauche.
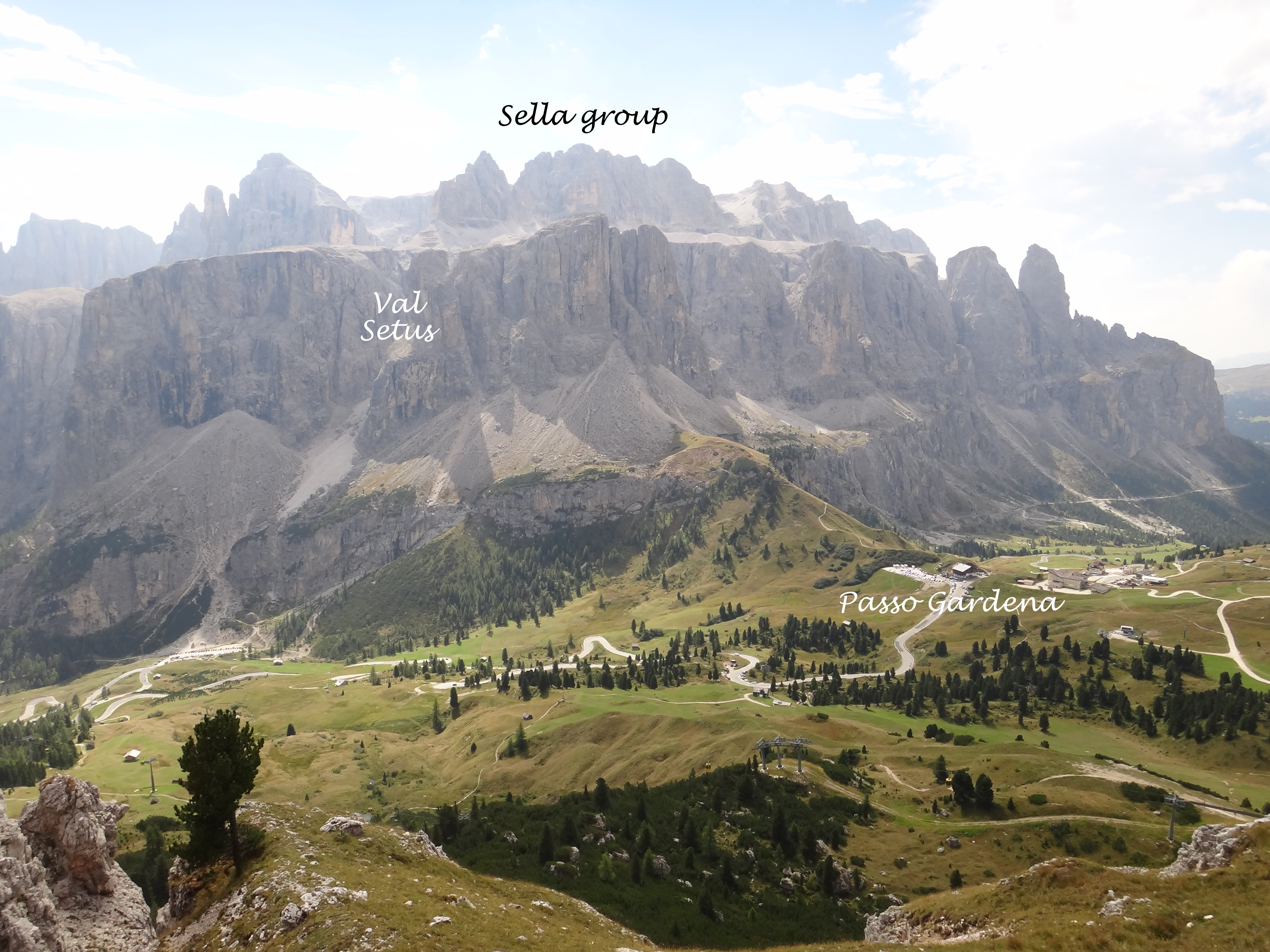
Vue sur le groupe du Sella derrière le col Gardena.
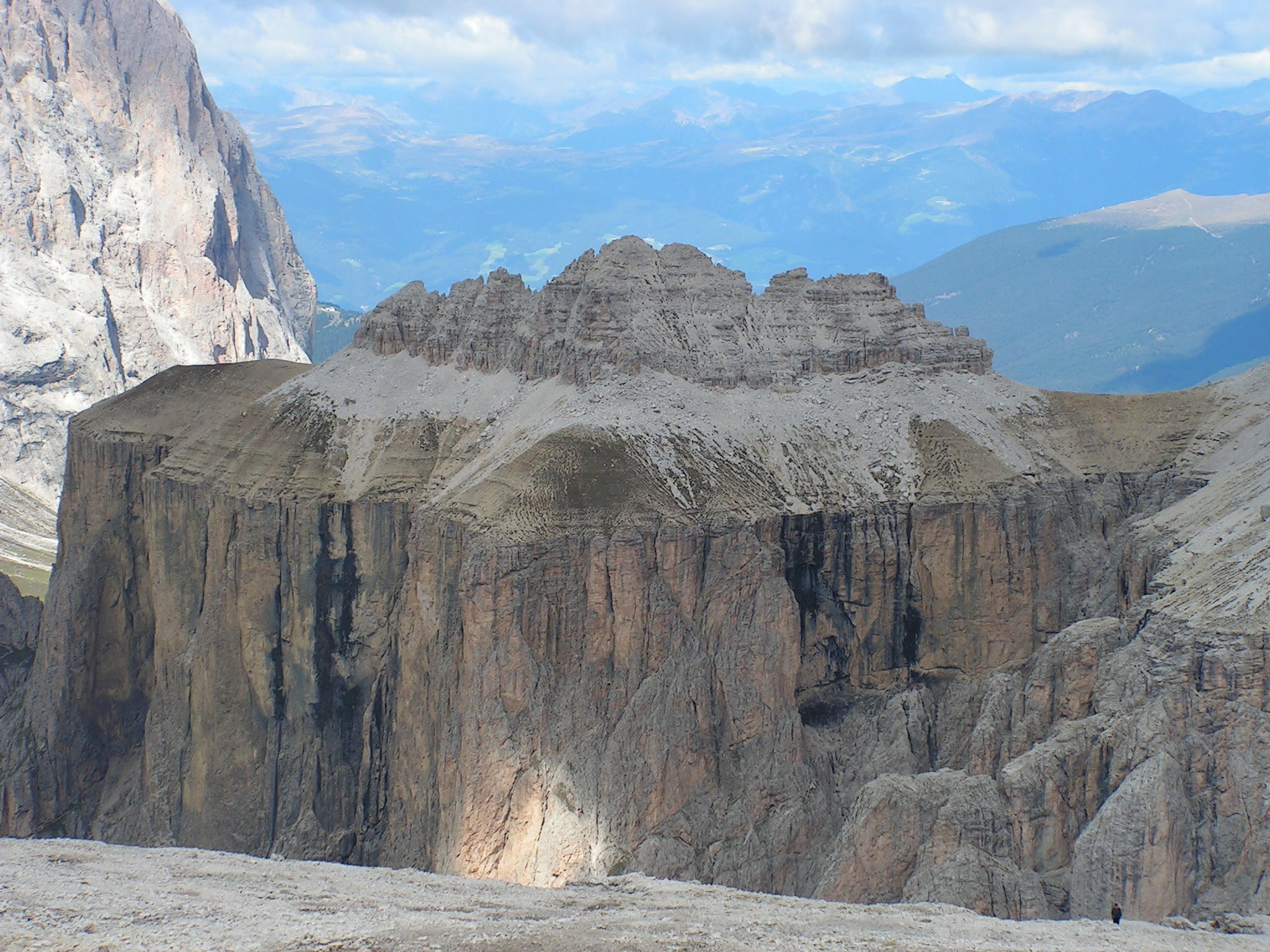
Le piz Ciavazes.
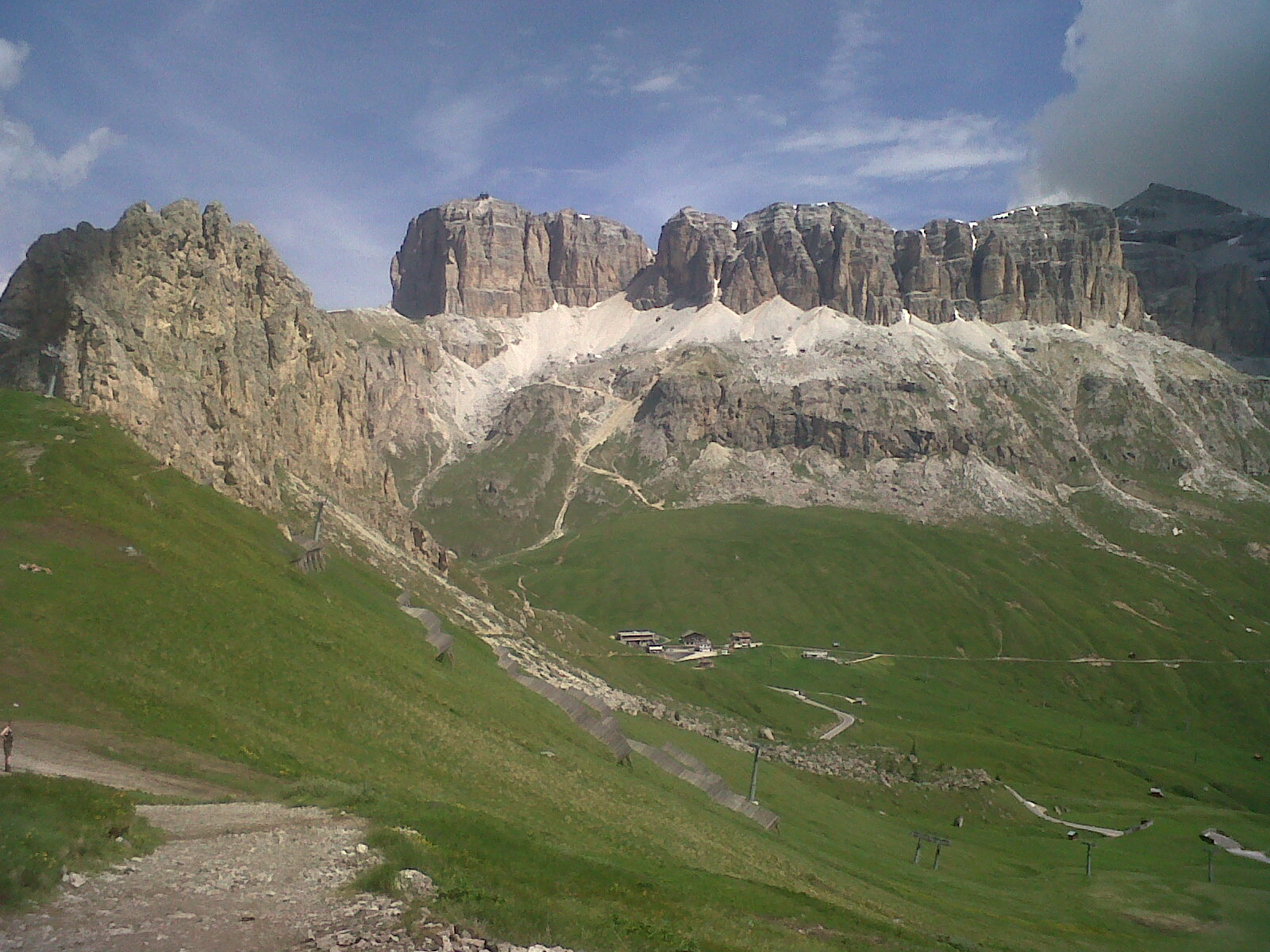
Le groupe du Sella vu depuis le chemin de Viel del Pan.
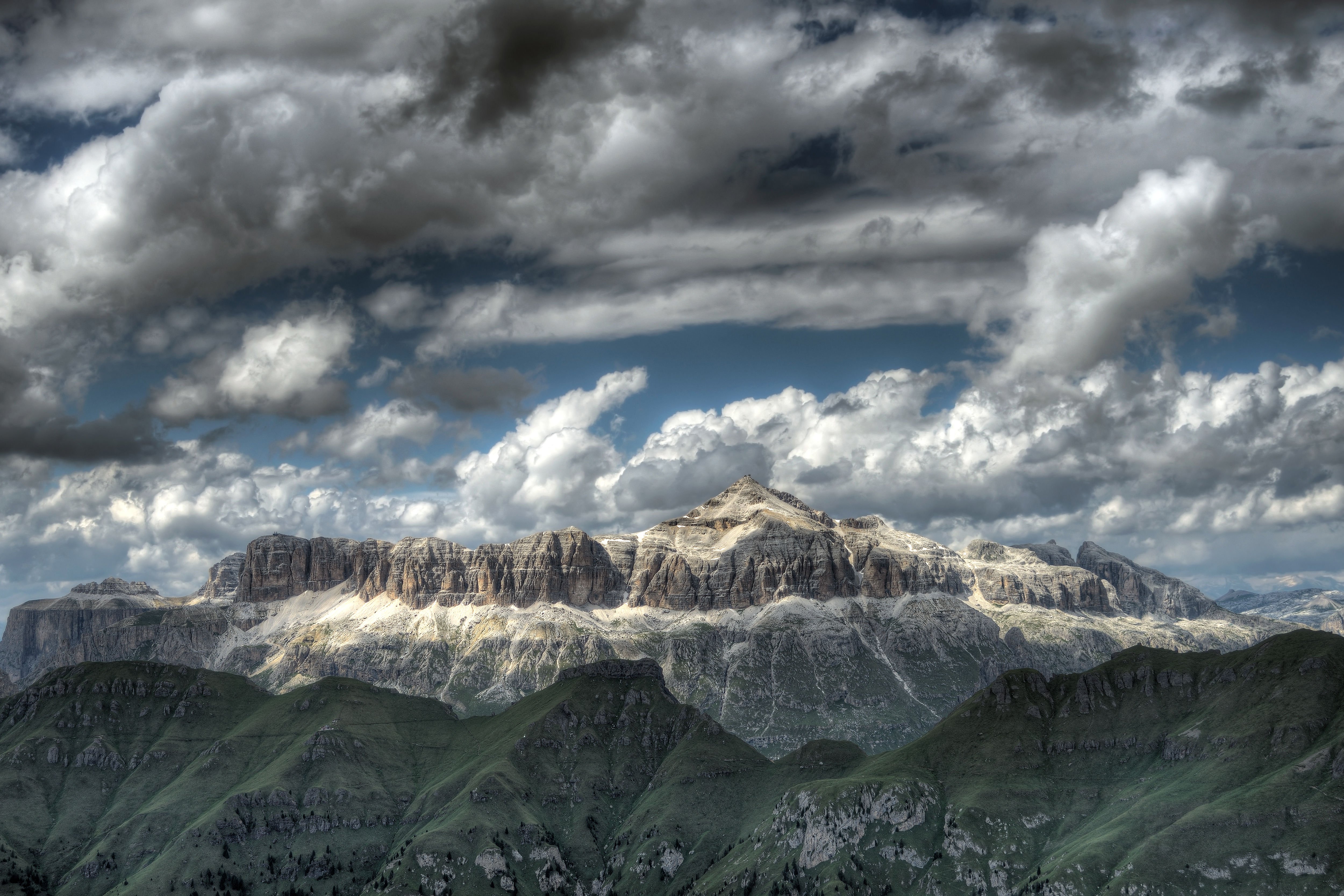
Le groupe du Sella vu depuis le Pian dei Fiacconi.
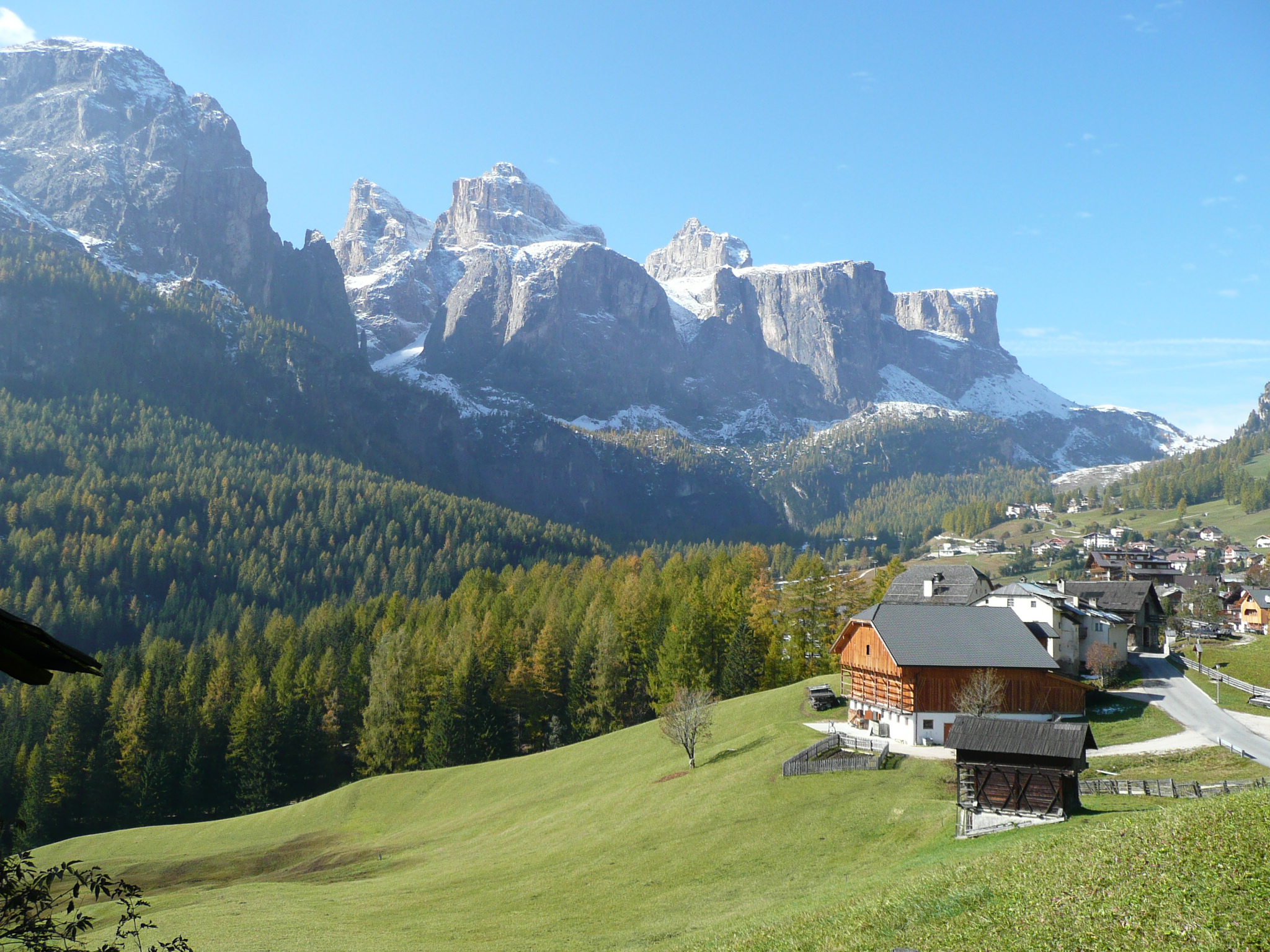
Le groupe du Sella vu depuis Colfosco.
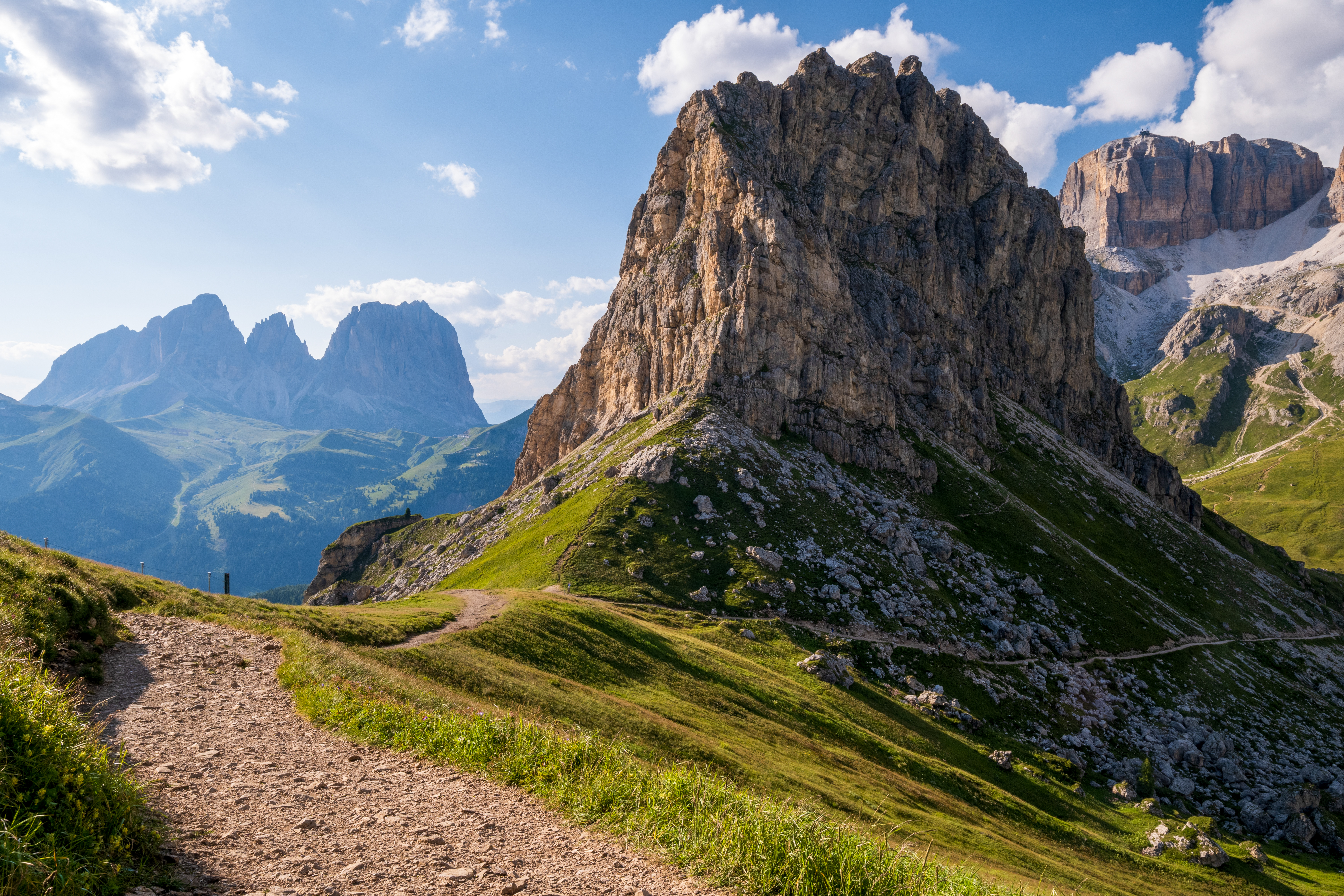
Vue à proximité du col Pordoi dans le groupe du Sella.

### Hydrologie
Au sein du groupe du Sella se trouvent plusieurs lacs : le lac Pisciadù au nord et non loin à l'ouest le lech dl Dragon ; du côté sud-est, il y a le lac Boè et plus haut le lech Dlace. D'autres petits lacs sont dispersés autour du plateau du Sella.

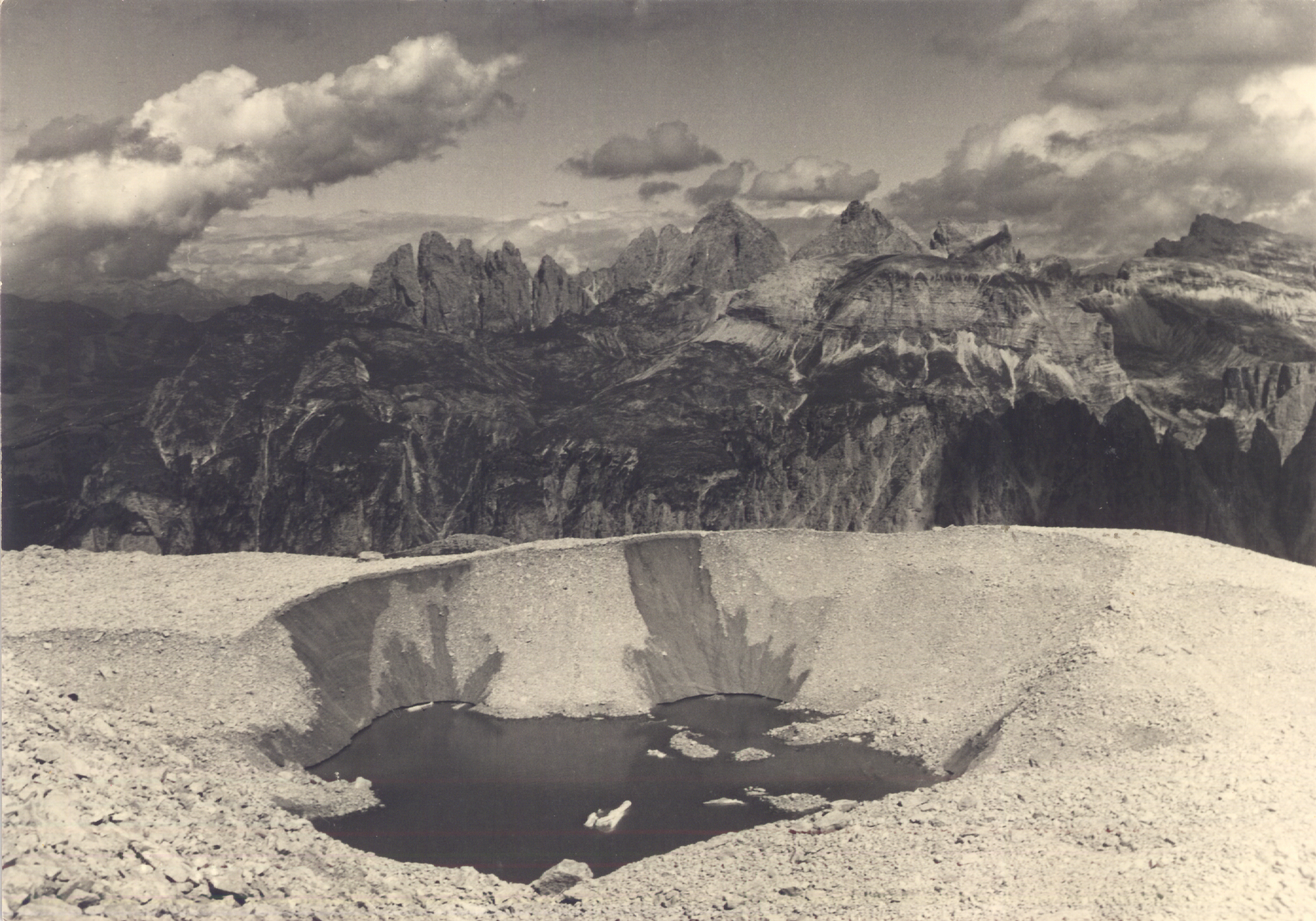
Le lech dl Dragon, 1956
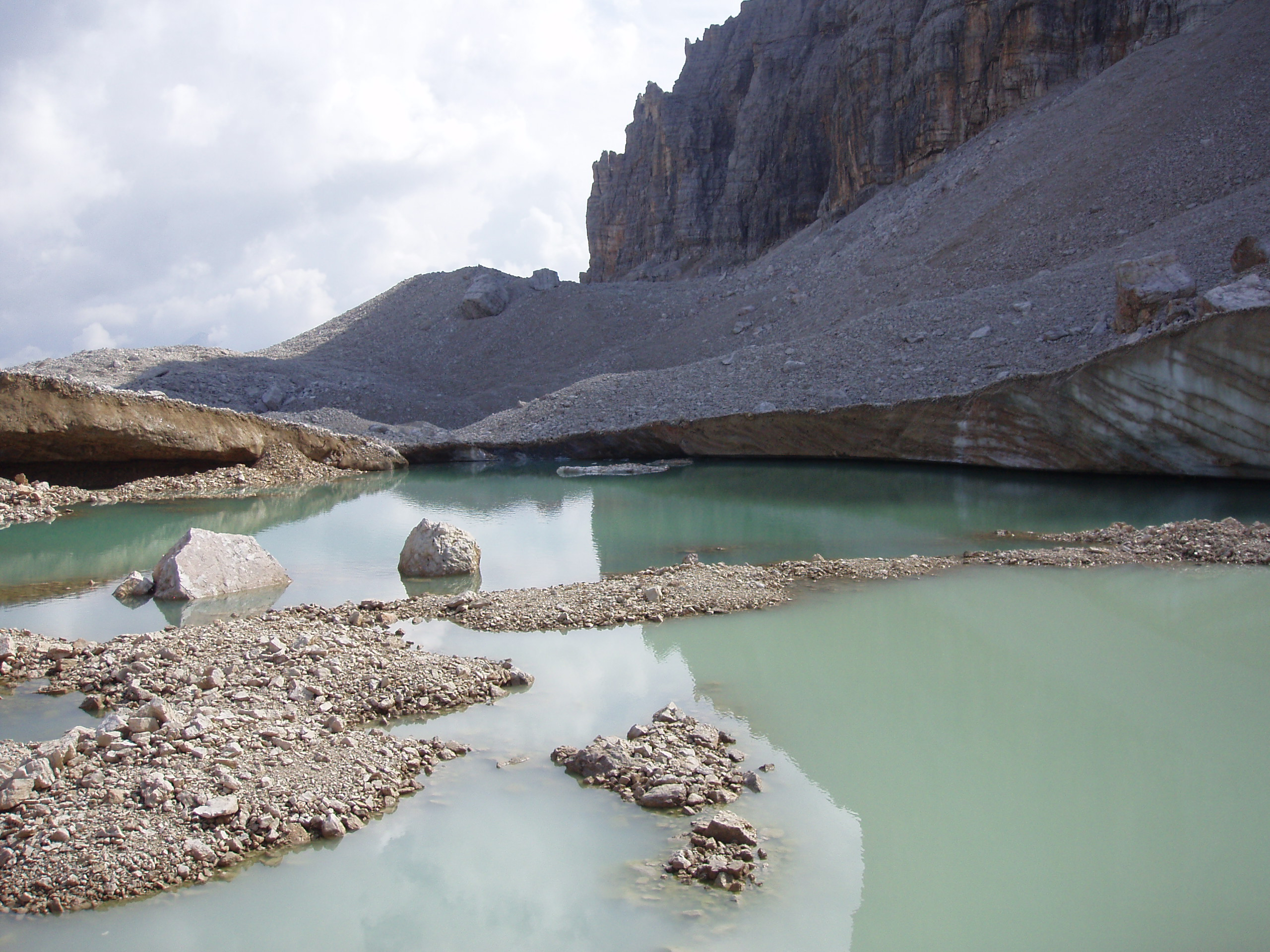
Le lech dl Dragon.
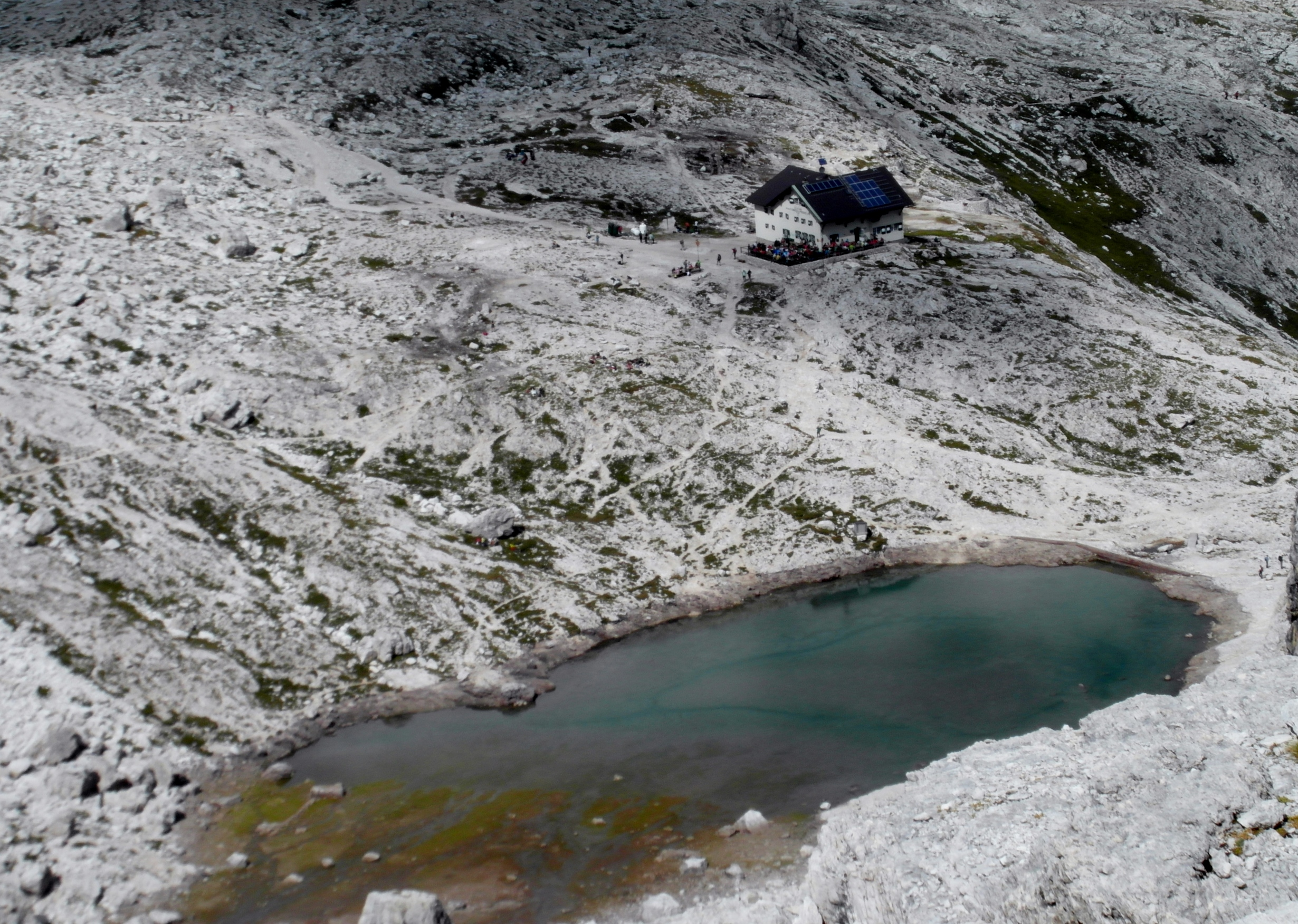
Le lac Pisciadu et le refuge homonyme.

### Géologie
Il y a environ 230 millions d'années, au stade du Trias moyen, la zone actuellement occupée par le groupe du Sella n'était qu'un petit atoll. Autour, il y avait d'autres atolls (Pale di San Martino, Catinaccio et autres) tandis que de deux hauts volcans (Predazzo, Monzoni) ont fait irruption de la lave et di tuf. La période carnique suivante a été initialement caractérisée par l'érosion et le démantèlement des volcans entourant l'atoll. Par la suite, l'ancienne mer est revenue et de l'argile a commencé à se déposer sur les côtés des atolls. Précisément, ces formations souvent mélangées à des produits volcaniques qui tombaient encore dans la mer ont donné à Sella un aspect arrondi,.

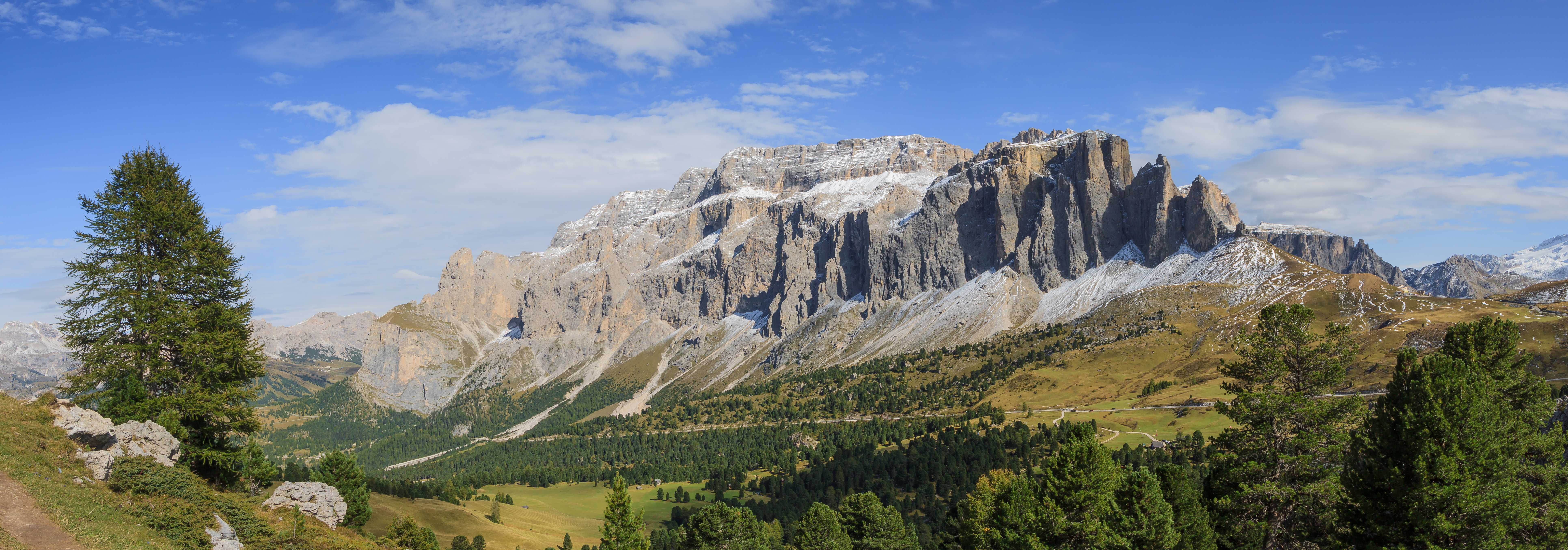
Panorama du groupe du Sella depuis l'ouest.

### Climat
Le climat du groupe du Sella est essentiellement continental. En été, il pleut beaucoup ; le pic des précipitations est atteint en juillet, avec environ 130–135 mm. En automne, les chutes de neige garantissent généralement un bon enneigement pour l'hiver. La température y est moins élevée que dans les Alpes occidentales, comme d'ailleurs dans toutes les Alpes orientales. Janvier et décembre sont les mois les plus froids, tandis que les plus chauds sont juillet et août. Des éruptions soudaines d'air froid vigoureux peuvent provoquer des chutes de neige en plein été. 

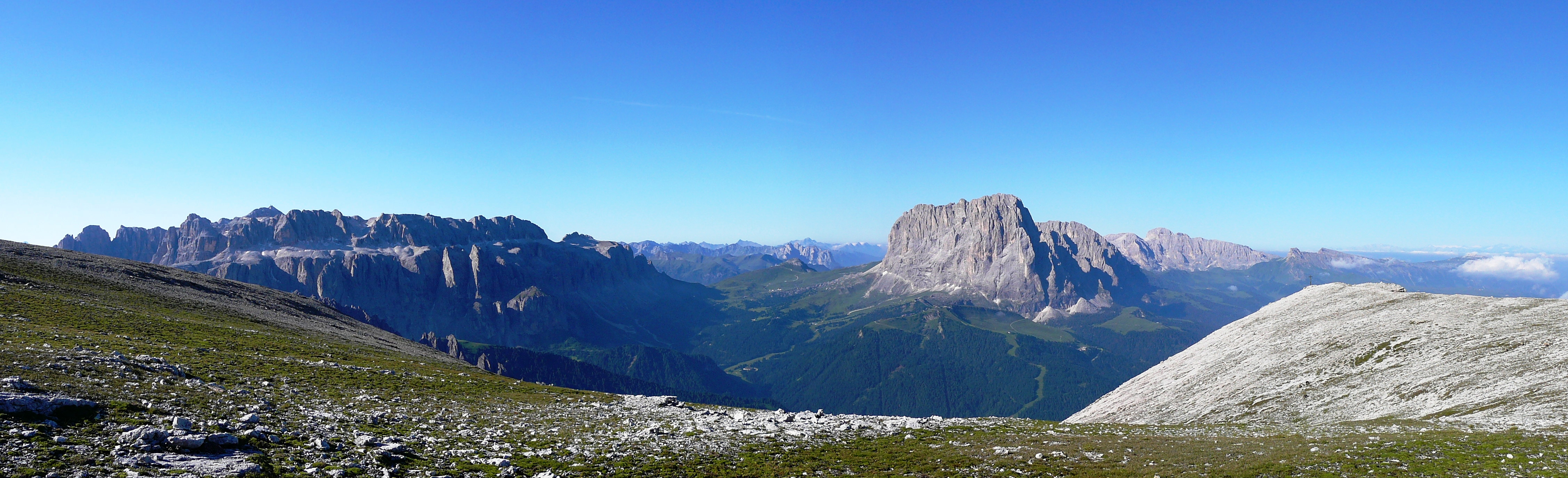
Le groupe du Sella et le groupe du Sassolungo un matin d'été.

## Tourisme

### Activités sportives

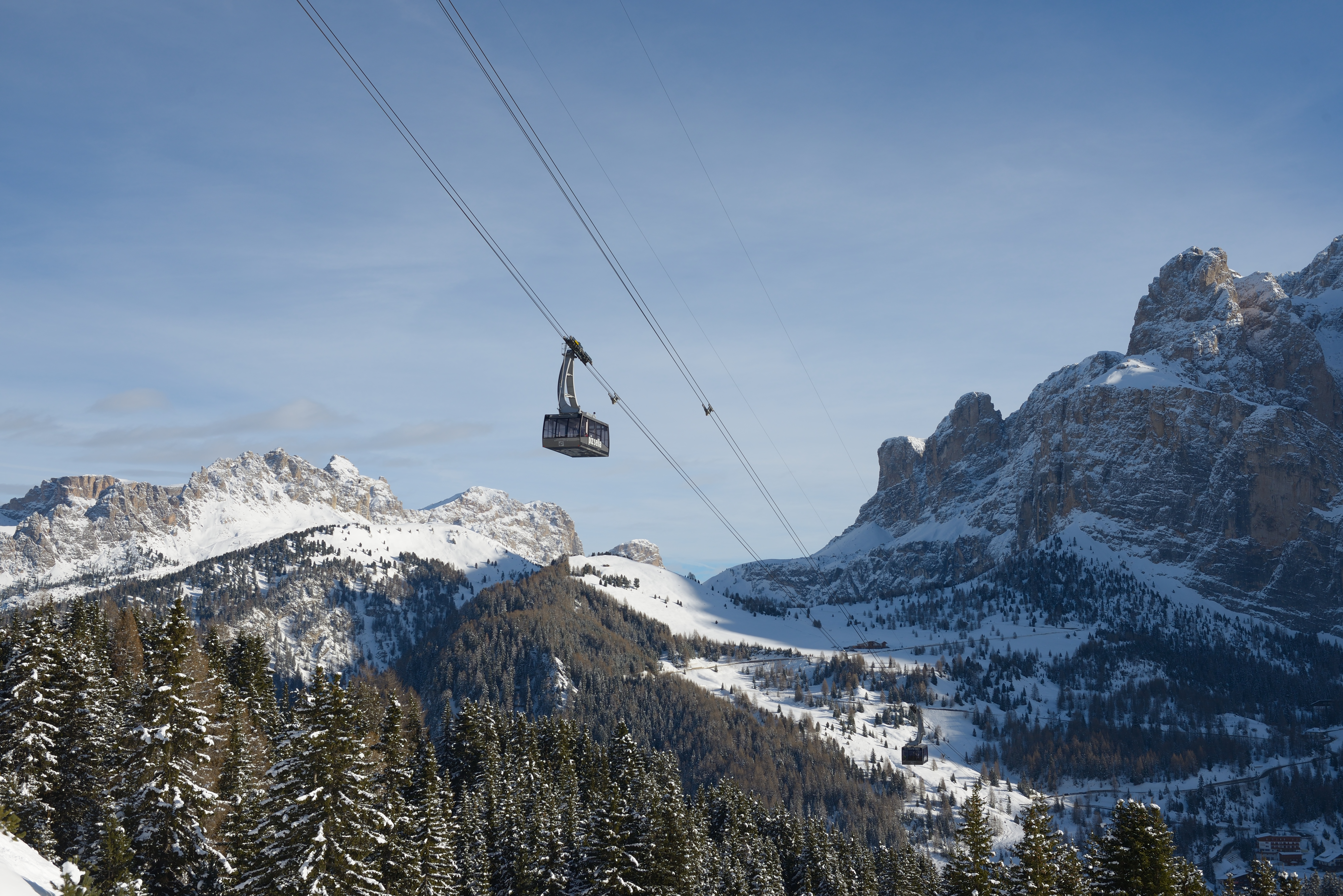
Téléphérique du piz Sella.

Le groupe du Sella est un des centres d'intérêt dans les Dolomites pour toutes les activités liées à la montagne. De nombreuses remontées mécaniques permettent d'atteindre des altitudes élevées, comme le téléphérique du Sass Pordoi qui mène à la terrasse des Dolomites, lieu qui réserve un panorama pittoresque sur l'Ortles, le Großglockner ou les chaînons voisins tels que le Sassolungo, la Marmolada et le Catinaccio. 
Le chaînon étant de forme circulaire, il peut être contourné à travers[pas clair] quatre cols (col Pordoi, col Sella, col Gardena et col de Campolongo) à vélo, moto ou en voiture par la route pavée ou par la Sellaronda (ou Giro dei quattro passi) praticable à la fois en hiver à ski et en été à pied. 

#### Escalade
Le groupe du Sella propose un grand  choix d'itinéraires d'escalade. Le grimpeur peut aller au Piz Boè depuis le col Pordoi par la voie normale, grande classique du secteur, ou depuis Corvara in Badia. Il peut également se rendre au col Gardena d'où commence l'une des via ferratas les plus connues du massif, la via ferrata Tridentina. S'il préfère un endroit plus sauvage, il peut opter pour la via ferrata Piazzetta, qui part de l'ossuaire du col Pordoi pour monter au Piz Boè. Elle est considérée comme l'une des plus difficiles des Dolomites. 

##### Via ferrata
De nombreuses via ferratas permettent de découvrir le chaînon. Les plus parcourues sont : 
- la ferrata Tridentina ;
- la ferrata du Mèsules ;
- la ferrata Cesare Piazzetta ;
- la ferrata du piz da Lec ;
- la ferrata du Vallon.

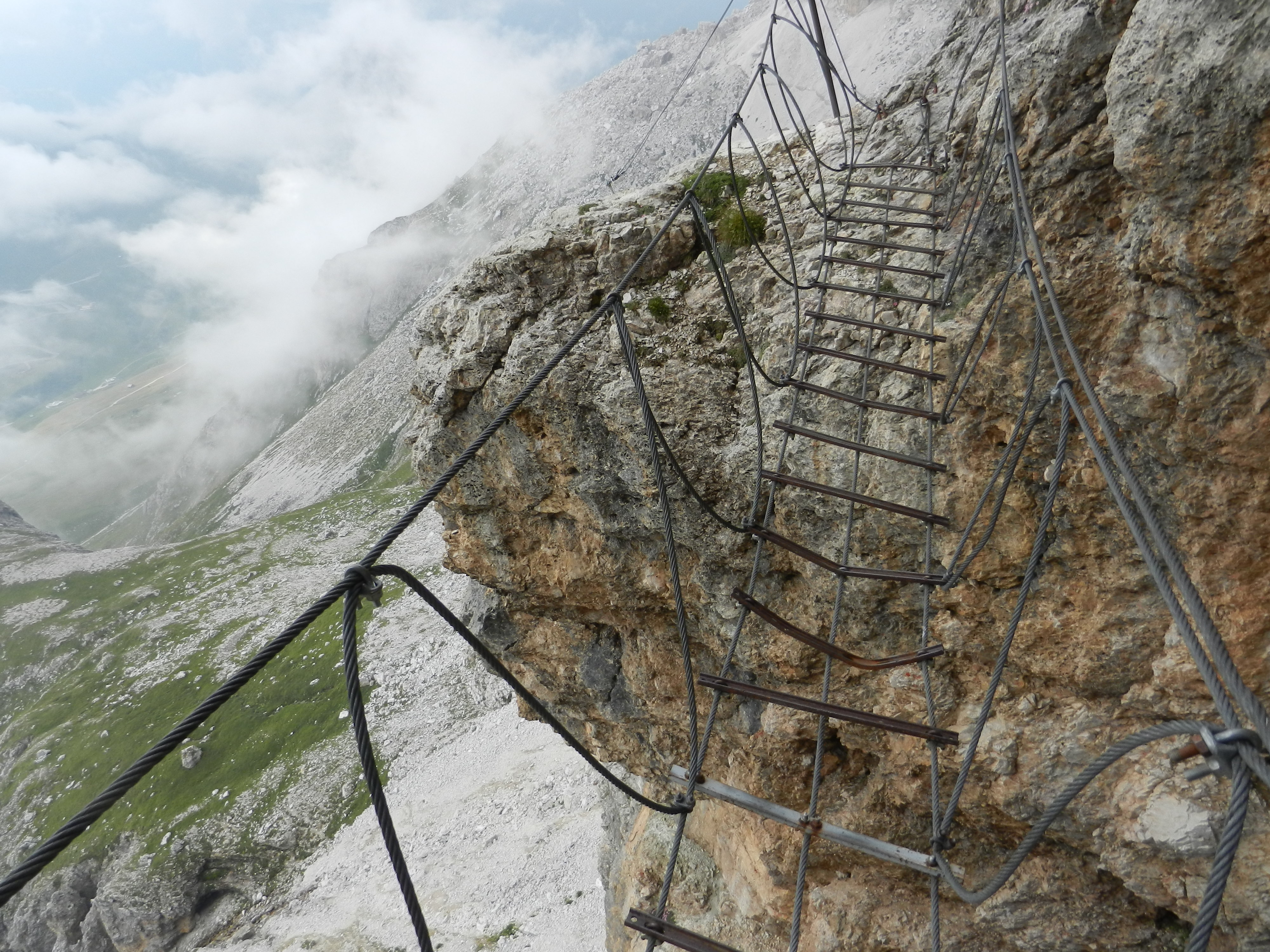
La via ferrata Cesare Piazzetta.
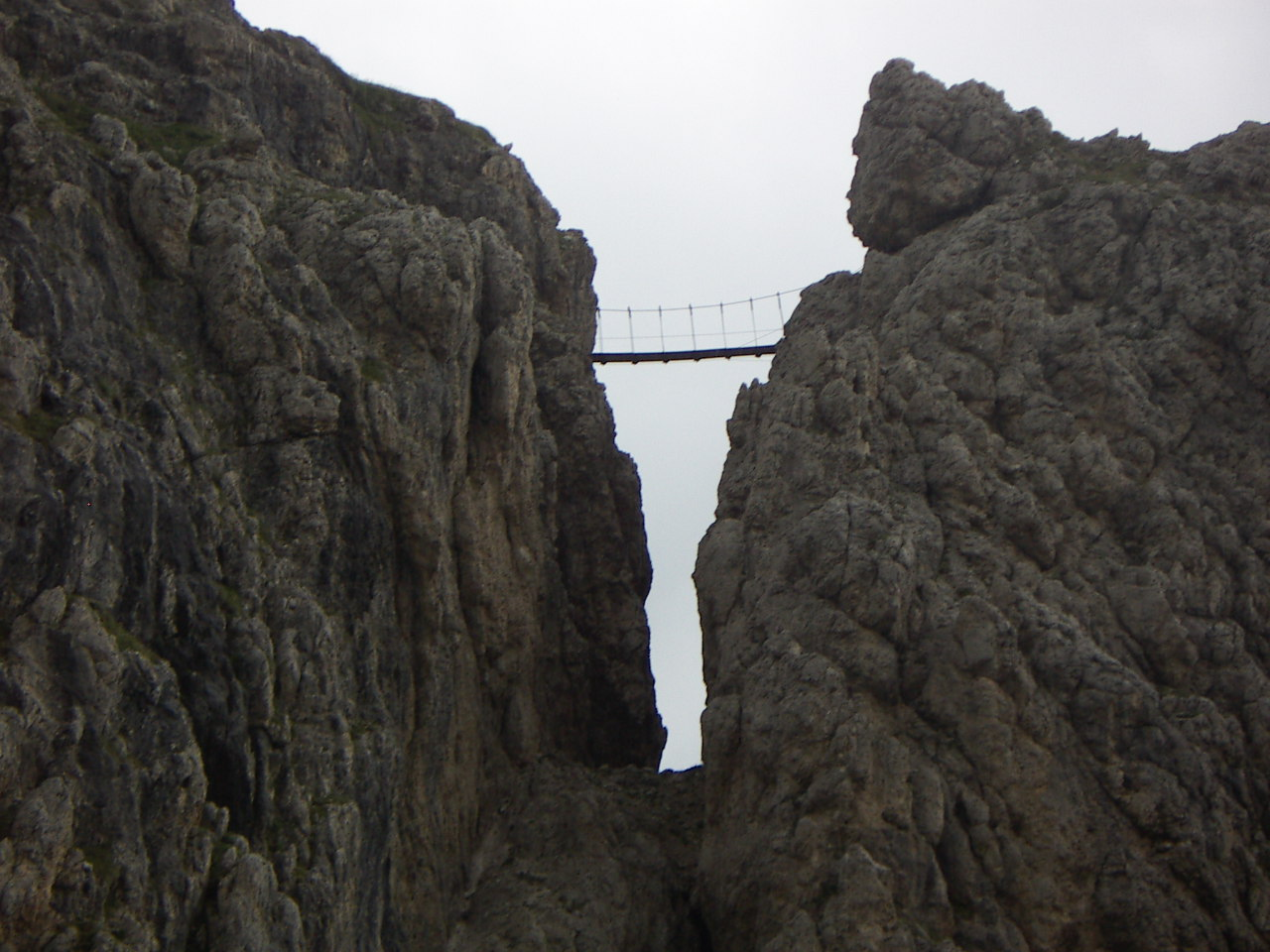
Une passerelle sur la via ferrata Tridentina.

#### Randonnée
Le chaînon est sillonné par de nombreuses vallées, comme le val di Mesdì, vallée très sauvage où il est fréquent de trouver de la neige en été. Un réseau de chemins permet aux randonneurs de découvrir l'ensemble du chaînon. Un itinéraire incontournable est la traversée du groupe du Sella. Du col Gardena, l'itinéraire remonte le val Setus jusqu'au refuge Cavazza al Pisciadù puis jusqu'aux refuges Boè et Capanna Piz Fassa situé au sommet du piz Boè, pour enfin atteindre la forcella Pordoi et affronter les éboulis qui mènent au col Pordoi.

### Activités culturelles
Le groupe du Sella ne manque pas non plus d'événements musicaux tels que Le Son des Dolomites, qui est devenu un événement annuel.